# Alpro

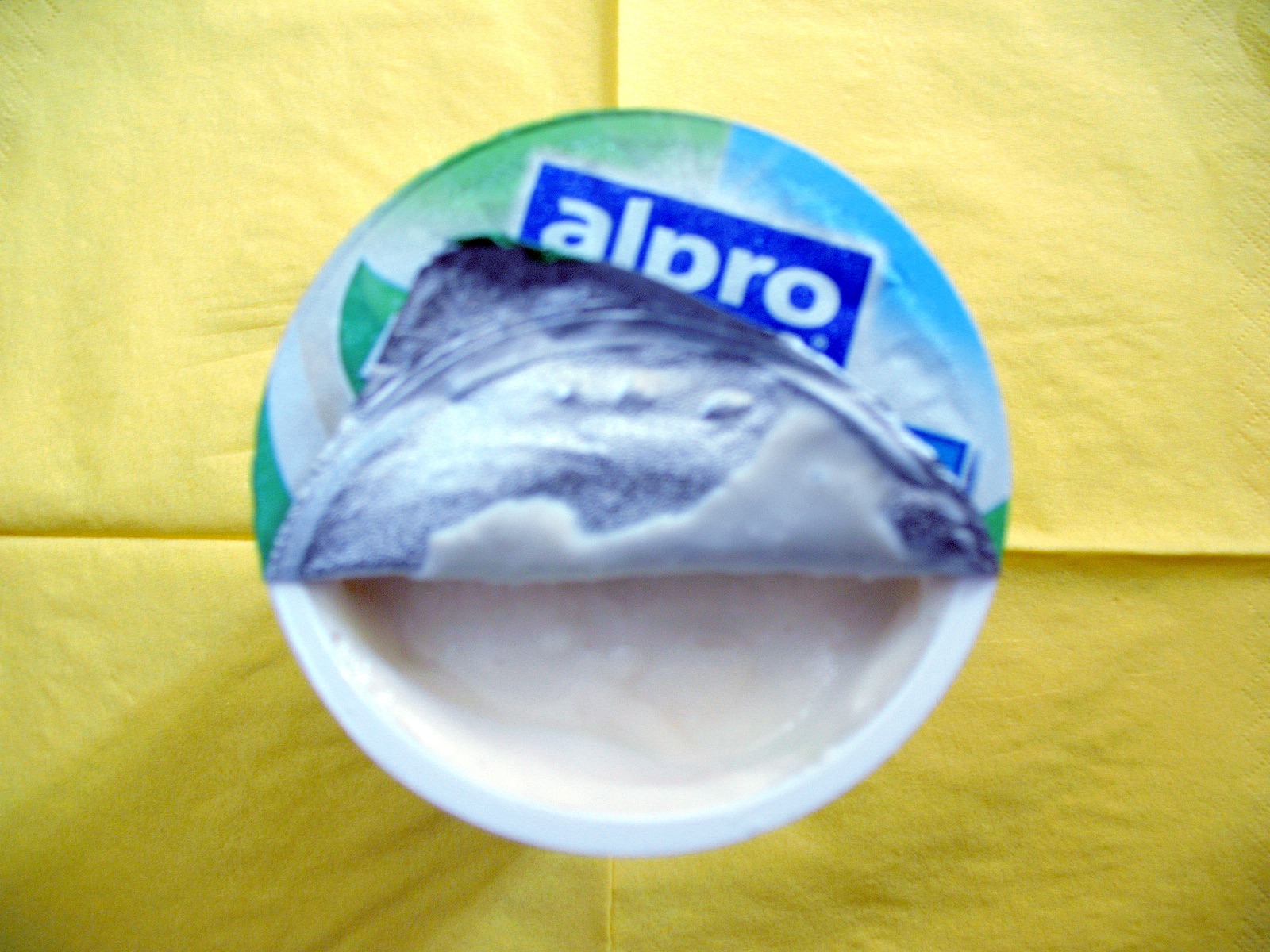
Sojajoghurt der Marke Alpro

Die belgische Firma Alpro Comm. VA ist der europäische Marktführer für Lebensmittel auf Sojabasis von Danone. Zu den Marken des Unternehmens zählen Alpro und Provamel. 
Alpro hatte 2014 in fünf europäischen Ländern 910 Mitarbeiter und einen Umsatz von 410 Millionen Euro nach IFRS beziehungsweise 385 Millionen Euro nach US-GAAP. Die Alpro Comm. VA verfügt über fünf Produktionsstandorte in Belgien, im Vereinigten Königreich, in Frankreich und in den Niederlanden. In Düsseldorf sitzt mit der Alpro GmbH die deutsche Vertriebsniederlassung des Unternehmens.

## Geschichte
Im Jahr 1980 gründete der belgische Lebensmittelkonzern Vandemoortele die auf Lebensmittel auf Basis von Soja spezialisierte Division Alpro Soya. 1989 wurde eine Produktionsanlage in Wevelgem (Belgien) auf Basis des UHT-Verfahrens (Ultrahocherhitzung) errichtet. 1996 übernahm Alpro den Mitbewerber Sojinal und erhielt so eine zusätzliche Produktionsanlage für Sojamilch in Issenheim, Frankreich. 2000 baute man eine Fabrik für Sojamilch in Kettering, England. Im Jahr 2006 wurde der niederländische Tofu-Hersteller Sofine übernommen (Mitte 2019 wurde Sofine von Estavayer Lait übernommen).
Die US-Molkereigruppe Dean Foods übernahm am 17. Juni 2009 von der Vandemoortele NV die Soja-Sparte Alpro. Im Jahr 2012 kündigte Dean Foods die Abspaltung seiner bisherigen Tochterfirma The WhiteWave Foods Company an, die dann 2013 durch Börsengang unabhängig wurde. Zu den Marken, die WhiteWave mitnahm, gehören neben Silk, Horizon Organic und weiteren in Amerika vertriebenen auch die europäischen Marken Alpro und Provamel.
Im Juli 2016 gab der französische Molkereikonzern Danone ein Angebot in Höhe von 12,5 Milliarden Dollar zur Übernahme des Alpro-Mutterunternehmens WhiteWave Foods ab. Die Vorstände stimmten zu und die Transaktion wurde im April 2017 abgeschlossen.

## Marken
- Alpro (Hauptmarke von Alpro)
- Provamel (Bio-Lebensmittel)

## Produkte
- Milchersatz auf pflanzlicher Basis, unter anderem von Soja, Mandeln, Kokosnuss, Reis, Hafer, Cashew und Haselnuss
- pflanzliche Joghurt-, Quark- und Dessertalternativen, unter anderem auf Hafer-, Kokos- oder Sojabasis
- pflanzliche Brotaufstriche
- pflanzlicher Sahneersatz
- pflanzliche Eisalternativen